# Danh sách con đường ở Dubai

Kí hiệu "E" biểu thị đường cao tốc.

Kí hiệu "D" biểu thị đường cao tốc.

Có hai loạt đường cao tốc chính ở Dubai, đó là "E" và "D". Chúng được chia thành nhiều con đường lớn và nhỏ giữa ngoại và nội thành. Mạng lưới đường cao tốc và đường bộ ở Dubai, Các Tiểu vương quốc Ả Rập Thống nhất được quản lý bởi Cơ quan Giao thông và Đường phố (RTA).
Đây là danh sách các tuyến đường ở Dubai, Các Tiểu vương quốc Ả Rập Thống nhất.
|    | Tên tuyến đường                                                                     | Chiều dài | Khánh thành   | Giao lộ chính | Nút giao đường phố chính |
| -- | ----------------------------------------------------------------------------------- | --------- | ------------- | --- | --- |
| 1  | E 11 (Đường Sheikh Zayed)                                                           | 558,4 km  | 1980          | Giao lộ Al Mamzar Cầu Al Garhoud Giao lộ Al Karama Bùng binh Trung tâm Thương mại Nút giao thông số 1 (Vòng xoay quốc phòng) Nút giao thông số 2 Nút giao thông số 3 Nút giao thông số 4 (Cầu Al Barsha) Nút giao thông số 5 Nút giao thông số 6 Nút giao thông số 7 Nút giao thông số 8 Nút giao thông số 9 (Palm Jebel Ali) | Đường Jebel Ali Al Habab Đường Dubai-Al Ain (E 66) |
| 2  | E 311 (Đường Sheikh Mohammad Bin Zayed; được biết đến trước đây như đường Emirates) | 140,5 km  | 2001          | | Jebel Ali Al Habab (E 77) Oud Metha (E 66) Ras Al Khor (E 44) |
| 3  | E 44                                                                                | 118 km    |               | Bùng binh Al Madam | Dubai-Al Ain Road (E 66) E 311 E 77 |
| 4  | E 66                                                                                | 127,7 km  |               | Giao lộ Wafi Nút giao Bu Khadra Giao lộ đường Sheikh Mohammad Bin Zayed Nút giao số 3 Giao lộ Academic City Giao lộ Jebel Ali Nút giao số 6 | E 44 (Đường Ras Al Khor) E 311 E 611 (Đường Emirates) E 77, E 55 |
| 5  | E 77                                                                                | 60,4 km   |               | | E 44 E 311 E 11 (Đường Sheikh Zayed) E 66 |
| 6  | E 611 (Đường Emirates; được biết đến trước đây là đường tránh Dubai)                |           | Đang xây dựng | | |
| 7  | D 94                                                                                | 21,3 km   |               | | |
| 8  | D 92                                                                                | 26,1 km   |               | D 79 (Bùng binh Falcon) | D 85 (Đường Baniyas) D 89 (Đường Al Maktoum) D 75 (Đường Sheikh Rashid) D 73 (Đường Al Dhiyafa) D 71 (Đường Al Safa) Đường Al Hadiqa D 63 (Đường Umm Suqeim)                    |
| 9  | D 89                                                                                | 22,4 km   |               | | E 311 E 11 D 85 (Đường Baniyas) |
| 10 | D 85                                                                                | 7,9 km    |               | | D 89 (Đường Al Maktoum) D 92 (Hầm Al Shindagha) Đường Umm Hurair (Cầu Al Maktoum)                                                                                               |
| 11 | D 75                                                                                | 3,0 km    |               | Đường Umm Hurair (Giao lộ Karama) | D 92 (Đường Al Mina) D 90 (Đường Al Mankool) |
| 12 | D 73                                                                                | 8,2 km    |               | E 11 (Bùng binh Trung tâm Thương mại) D 90 (Bùng bnh Al Satwa) | D 94 (Đường Jumeirah) D 92 (Đường Al Wasl) D 90 (Đường Satwa) E 11 (Đường Sheikh Zayed) D 75 (Đường Al Qutaeyat) E 66 (Đường Oud Metha)                                         |
| 13 | D 90                                                                                | 7,4 km    |               | D 73 (Bùng binh Al Satwa) | D 75 (Đường Sheikh Rashid) D 73 (Đường Al Dhiyafa) D 71 (Đường Al Safa) |
| 14 | D 63 (Đường Umm Suqeim/Đường Al Qudra)                                              | 38,5 km   |               | | E 11 (Đường Sheikh Zayed) D 86 (Đường số 1 Al Khail) D 72 (Đường Al Asayel) E 44 E 311 (Đường Mohammed Bin Zayed) D54 (Đường Zayed Bin Hamdan al Nahyan) E 611 (Đường Emirates) |